# Cœur de champion
Pour plus de détails, voir Fiche technique et Distribution.
Cœur de champion (8 Seconds) est un film américain réalisé par John G. Avildsen, sorti en 1994. Le film revient sur le destin tragique du champion de rodéo Lane Frost.

## Synopsis
Ayant grandi en Utah, le jeune Lane Frost apprend l'art du bull riding, une discipline du rodéo, auprès de son père Clyde. Dès son adolescence, il participe à de nombreuses compétitions avec ses amis Tuff Hedeman et Cody Lambert. Il y rencontre notamment sa femme, Kellie Kyle...

## Fiche technique
- Titre : Cœur de champion
- Titre québécois : 8 Secondes
- Titre original : 8 Seconds
- Réalisation : John G. Avildsen
- Scénario : Monte Merrick
- Musique : Bill Conti
- Photographie : Victor Hammer
- Montage : J. Douglas Seelig
- Décors : William J. Cassidy
- Costumes : Deena Appel
- Production : Michael Shamberg

Coproducteurs : Danny DeVito et Tony Mark
Producteurs délégués : Cyd LeVin et Jeffrey Swab
- Sociétés de production : New Line Cinema et Jersey Films
- Distribution :  New Line Cinema
- Pays d'origine :  États-Unis
- Format : Couleurs - 1,85:1 - DTS / Dolby Digital - 35 mm
- Genre : drame, biopic
- Durée : 105 minutes
- Interdictions :
  -  États-Unis : PG-13 « for language »[1]
- Dates de sortie[2] :

 États-Unis : 25 février 1994
 France : 21 décembre 1999 (DVD)

## Distribution
- Luke Perry (VQ: Daniel Lesourd) : Lane Frost
- Stephen Baldwin (VQ: François Sasseville) : Tuff Hedeman
- Red Mitchell (VQ: Bernard Fortin) : Cody Lambert
- Cynthia Geary (VQ: Anne Bédard) : Kellie Frost
- James Rebhorn (VQ: Claude Préfontaine) : Clyde Frost
- Cameron Finley : Lane Frost, enfant
- Carrie Snodgress (VQ: Marie-Andrée Corneille) : Elsie Frost
- Dustin Mayfield (VQ: Johanne Léveillée) : : Lane Frost, adolescent
- Clint Burkey : Travis
- Ronnie Claire Edwards : Carolyn Kyle
- Brooks & Dunn : eux-mêmes
- Vince Gill : lui-même
- Karla Bonoff : elle-même

## Bande originale
Un album de musique country est sorti comme bande originale du film en 1994 chez MCA Records.

### Liste des titres
| No  | Titre                              | Auteur                                     | Interprète(s)             | Durée |
| --- | ---------------------------------- | ------------------------------------------ | ------------------------- | ----- |
| 1.  | Burnin' Up the Road                | Bill Carter, Ruth Ellsworth, Terry McBride | John Anderson             | 3:41  |
| 2.  | Pull Your Hat Down Tight           | Lewis Storey                               | Pam Tillis                | 2:31  |
| 3.  | No More Cryin'                     | Josh Leo, McBride                          | McBride & the Ride        | 3:02  |
| 4.  | Standing Right Next to Me          | Karla Bonoff, Wendy Waldman                | Karla Bonoff              | 3:47  |
| 5.  | Ride 'Em High, Ride 'Em Low        | Ronnie Dunn                                | Brooks & Dunn             | 3:23  |
| 6.  | Just Once                          | David Lee Murphy, Kim Tribble              | David Lee Murphy          | 3:00  |
| 7.  | When Will I Be Loved               | Phil Everly                                | Karla Bonoff & Vince Gill | 2:04  |
| 8.  | If I Had Only Known                | Craig Morris, Jana Stanfield               | Reba McEntire             | 4:01  |
| 9.  | Texas Is Bigger Than It Used to Be | Ronnie Rogers, Mark Wright                 | Mark Chesnutt             | 4:08  |
| 10. | You Hung the Moon                  | Kevin Savigar, Patty Smyth                 | Patty Smyth               | 3:59  |
| 11. | Once in a While                    | John Bettis, Steve Dorff                   | Billy Dean                | 3:59  |
| 12. | Lane's Theme                       | Bill Conti                                 | Bill Conti                | 3:36  |